# Базилика Святого Адальберта
Базилика Святого Адальберта, Эстергомская базилика (полное название — Базилика Вознесения Пресвятой Девы Марии и Святого Адальберта) — католический собор в венгерском городе Эстергом, главный католический храм страны. Базилика Эстергома служит кафедральным собором архиепархии Эстергома-Будапешта и кафедрой примаса Венгрии.

## Общее описание

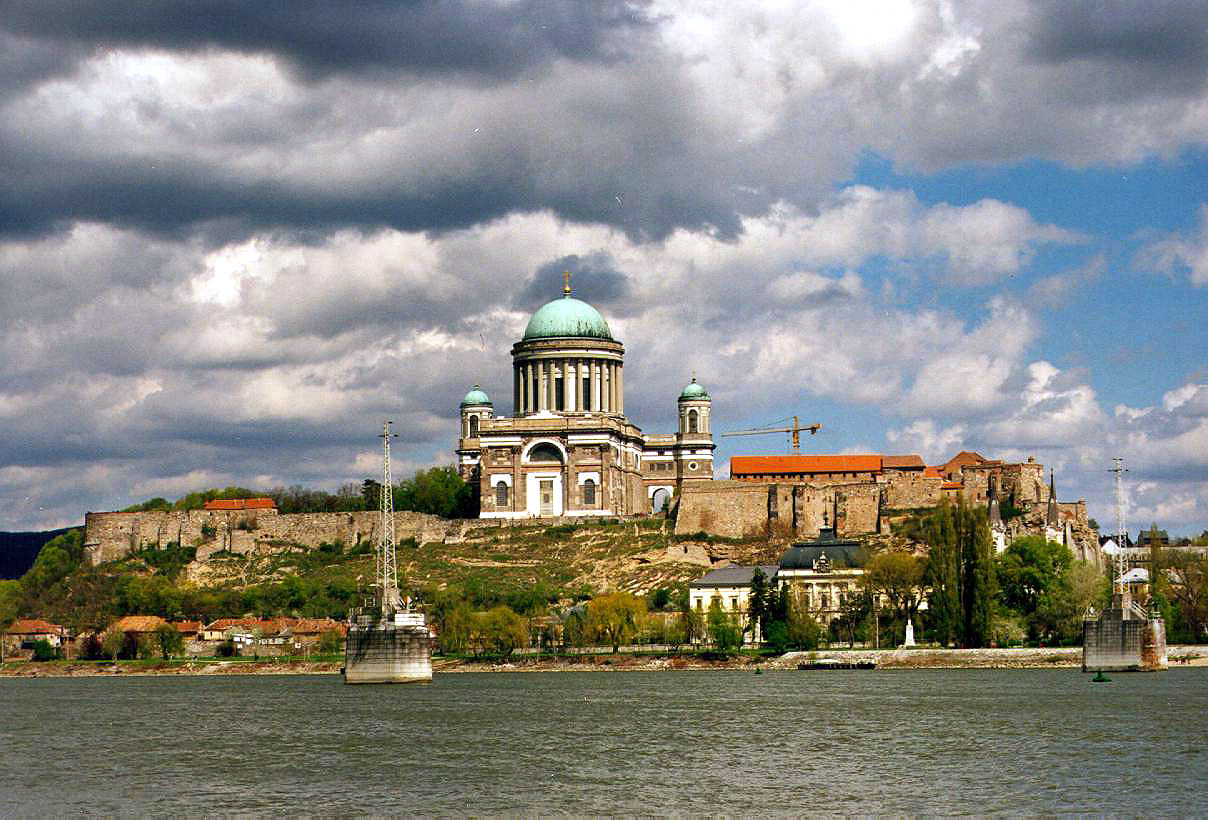
Вид на базилику с Дуная

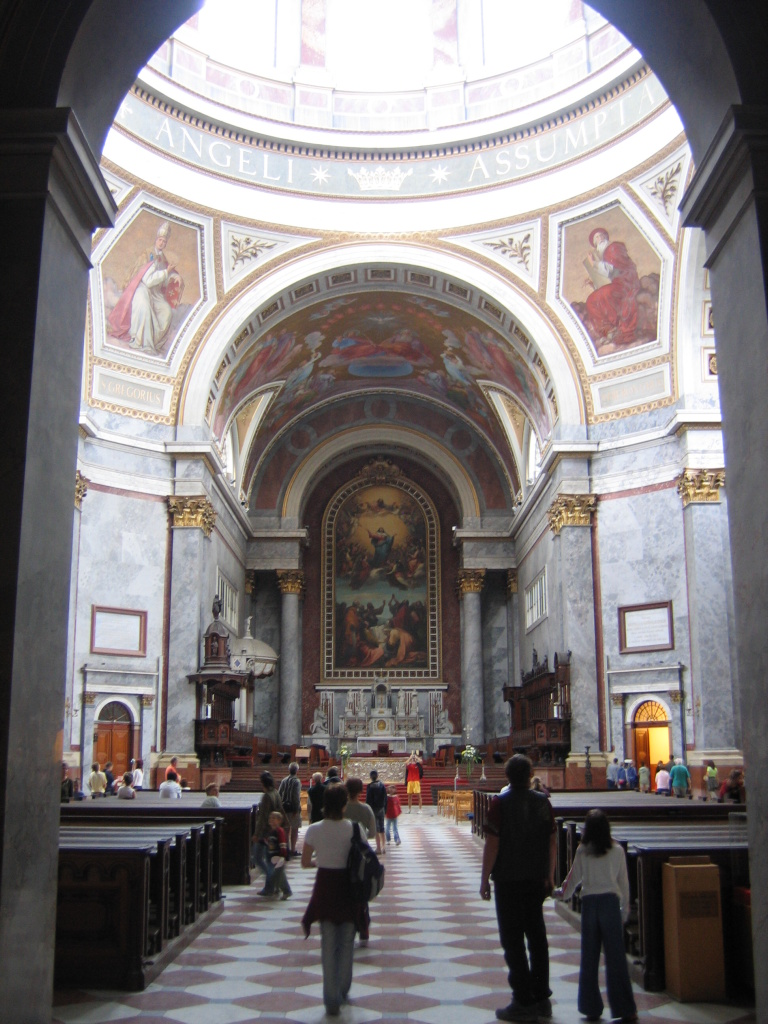
Интерьер собора

Эстергомский собор — самое высокое здание Венгрии и самая большая церковь страны. В списке крупнейших церквей мира занимает 18-е место. Длина сооружения — 118 метров, ширина — 49 метров и высота — 100 метров. Базилика расположена на высоком холме на берегу Дуная, что визуально увеличивает её высоту. Базилика хорошо видна не только практически из любой точки Эстергома, но и из соседних городов, включая словацкий Штурово.
Храм построен в стиле классицизм и имеет крестообразную форму. В месте пересечения поперечного трансепта с главным нефом расположен массивный купол высотой 71,5 метров и диаметром 33,5 метра. Купол расположен на световом барабане с 12 окнами. На купол допускаются посетители, подъём осуществляется по узкой винтовой лестнице, со смотровой площадки на куполе открывается живописная панорама на Эстергом, Дунай и окрестное пространство.
Главный фасад базилики украшен массивным восьмиколонным портиком коринфского типа, высота каждой колонны — 22 метра. Над портиком находится надпись на латыни — Caput, Mater Et Magistra Ecclesiarum Hungariae (Глава, Мать и Учитель Церкви Венгрии). По бокам расположены две башни, между башнями и центральным портиком находятся проходные арки.
Суммарная площадь интерьера базилики составляет 56 000 м². Благодаря тщательно продуманной планировке внутреннего пространства собор обладает великолепной акустикой, время реверберации более 9 секунд.
К главному фасаду базилики ведёт обширная эспланада, носящая имя святого Иштвана. Правее здания базилики расположены два памятника — святому Иштвану и памятник христианизации Венгрии.

## Интерьер

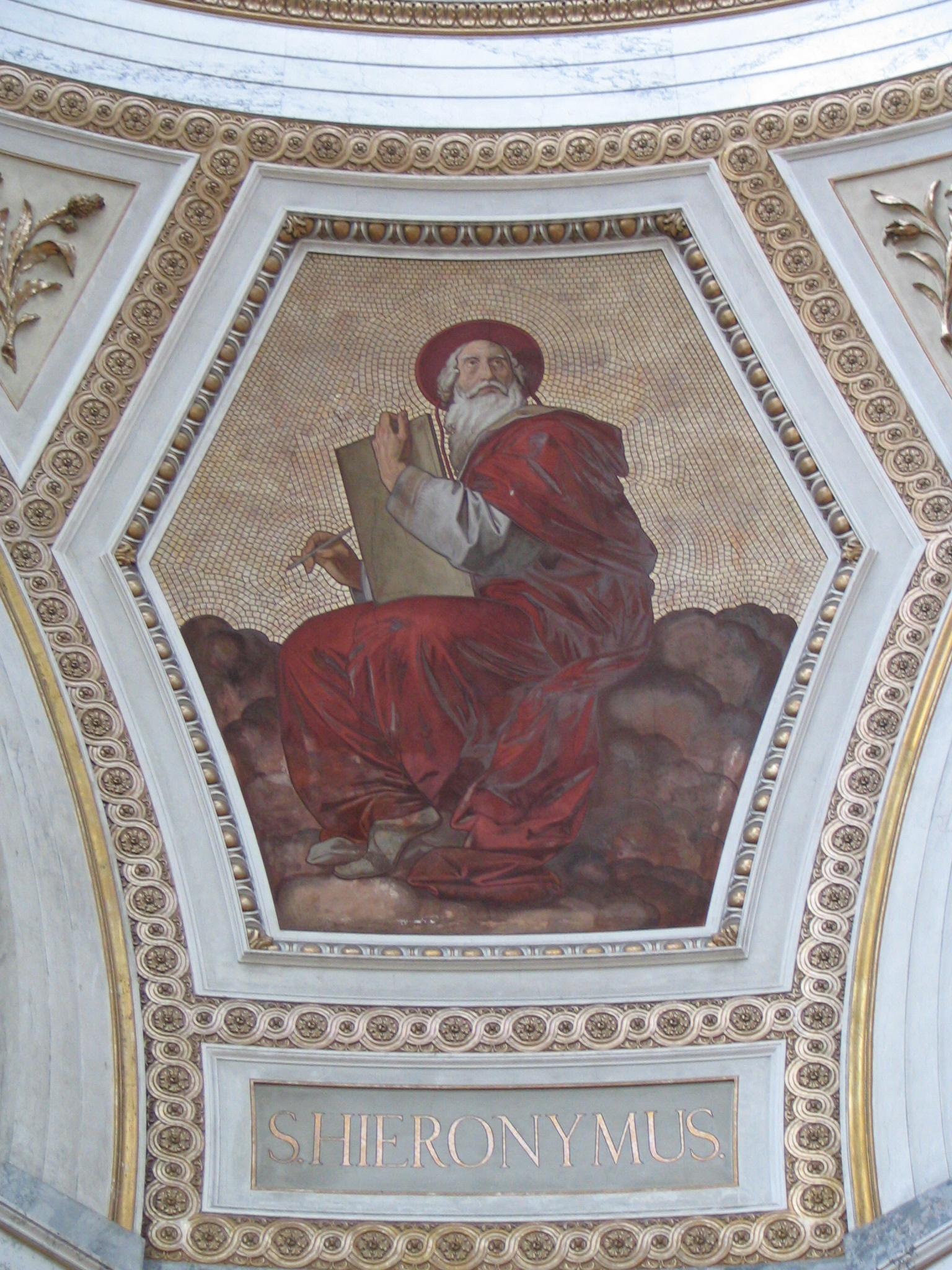
Святой Иероним

Интерьер храма украшен фресками, мозаикой, статуями и мраморными колоннами. Стены отделаны мрамором различных пород. Фрески выполнены мюнхенским мастером Людвигом фон Моральтом. Статуи созданы итальянскими скульпторами Пьетро Бонани, Пьетро делла Видова и австрийцем Йоханом Майнснером. Несколько скульптур принадлежат венгерским мастерам — статуя святого Стефана Первомученика выполнена Иштваном Ференци, статуя кардинала Яноша Шимора создана Алайошем Штроблем, а статуи на боковых алтарях выполнены Дьёрдем Кишшем.
В убранстве базилики Святого Адальберта выделяются четыре шестиугольных мозаичных образа большого размера, расположенные под куполом и световым барабаном. На них изображены четыре латинских учителя Церкви — Амвросий Медиоланский, Иероним Стридонский, Аврелий Августин и Григорий Великий.

### Алтарное пространство

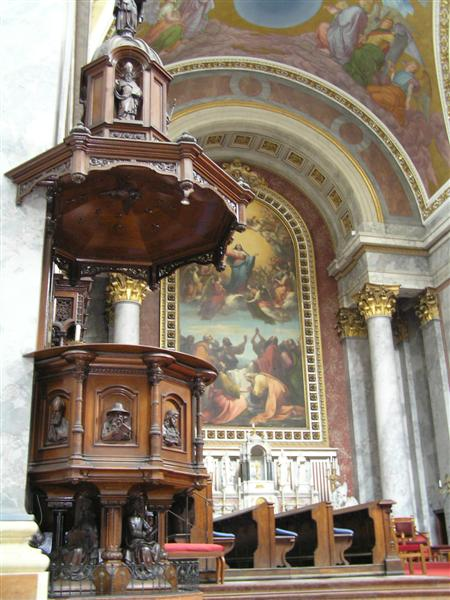
Кафедра епископа и пресвитерий

У эстергомской базилики отсутствует апсида. Над белокаменным резным алтарём находится большой алтарный образ размерами 13,5 на 6,6 метров — самый большой в мире из числа написанных на цельном куске полотна. Он создан венецианским мастером Микеланджело Григолетти и посвящён Вознесению Богоматери. У левой стены пресвитерия находится богато украшенная кафедра епископа.

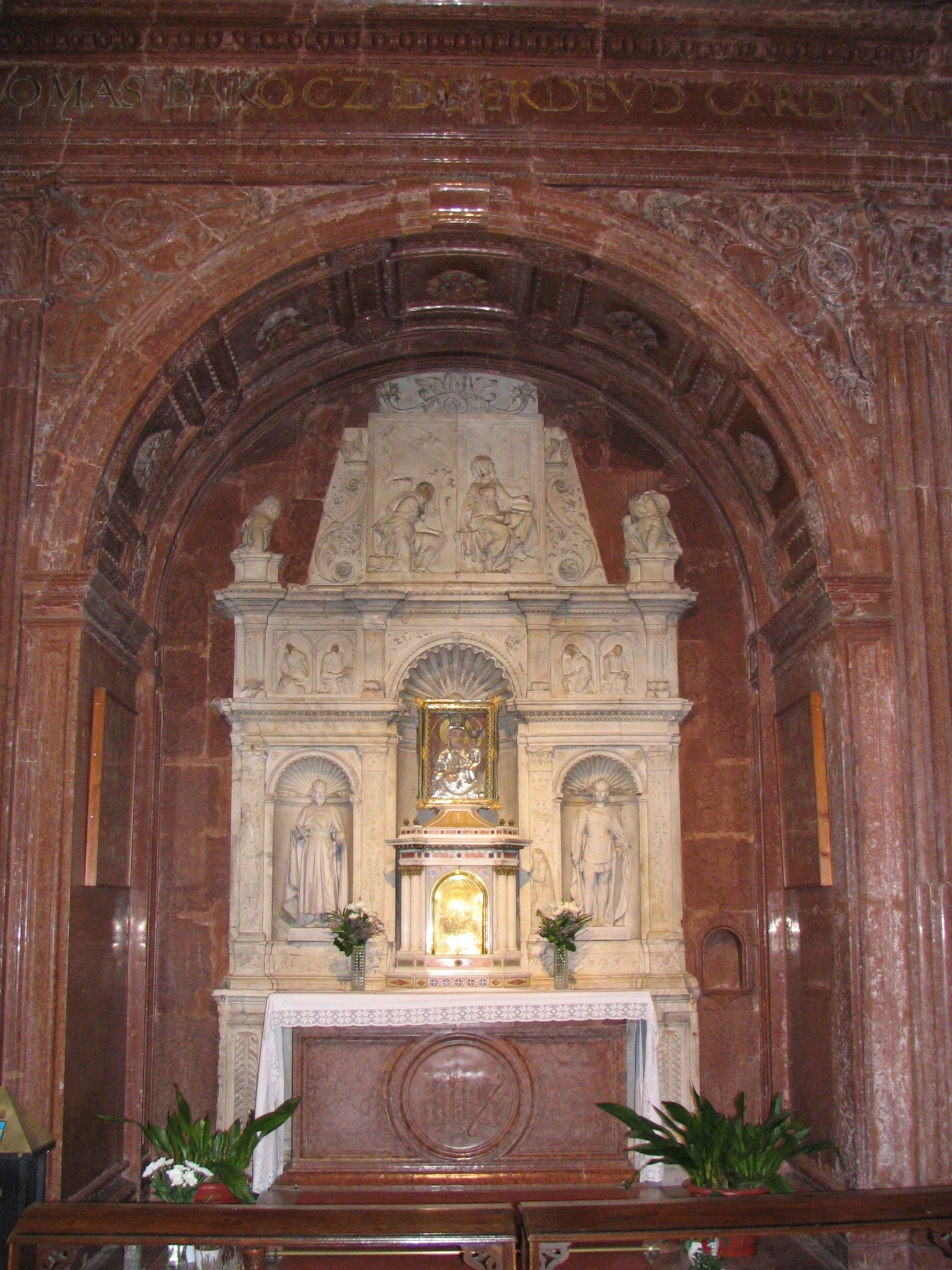
Капелла Бакоца

### Капелла Бакоца
Одной из главных достопримечательностей церкви является капелла Бакоца, названная в честь эстергомского архиепископа Тамаша Бакоца (из рода Эрдеди), в период правления которого она была создана. Время создания часовни — 1507 год, таким образом, она более чем на триста лет старше самой базилики.
Часовня чудом уцелела во время турецкого разорения собора в 1543 году. В 1823 году, в период возведения современной базилики она была разобрана на 1600 частей, а после завершения строительства вновь собрана уже в новом храме.
Капелла располагается слева от главного нефа собора, выполнена из красного мрамора в стиле ренессанс итальянскими мастерами. Стены капеллы украшены в тосканском стиле. Часовня Бакоца — один из наиболее ценных сохранившихся образцов искусства эпохи Возрождения в Венгрии.

### Крипта

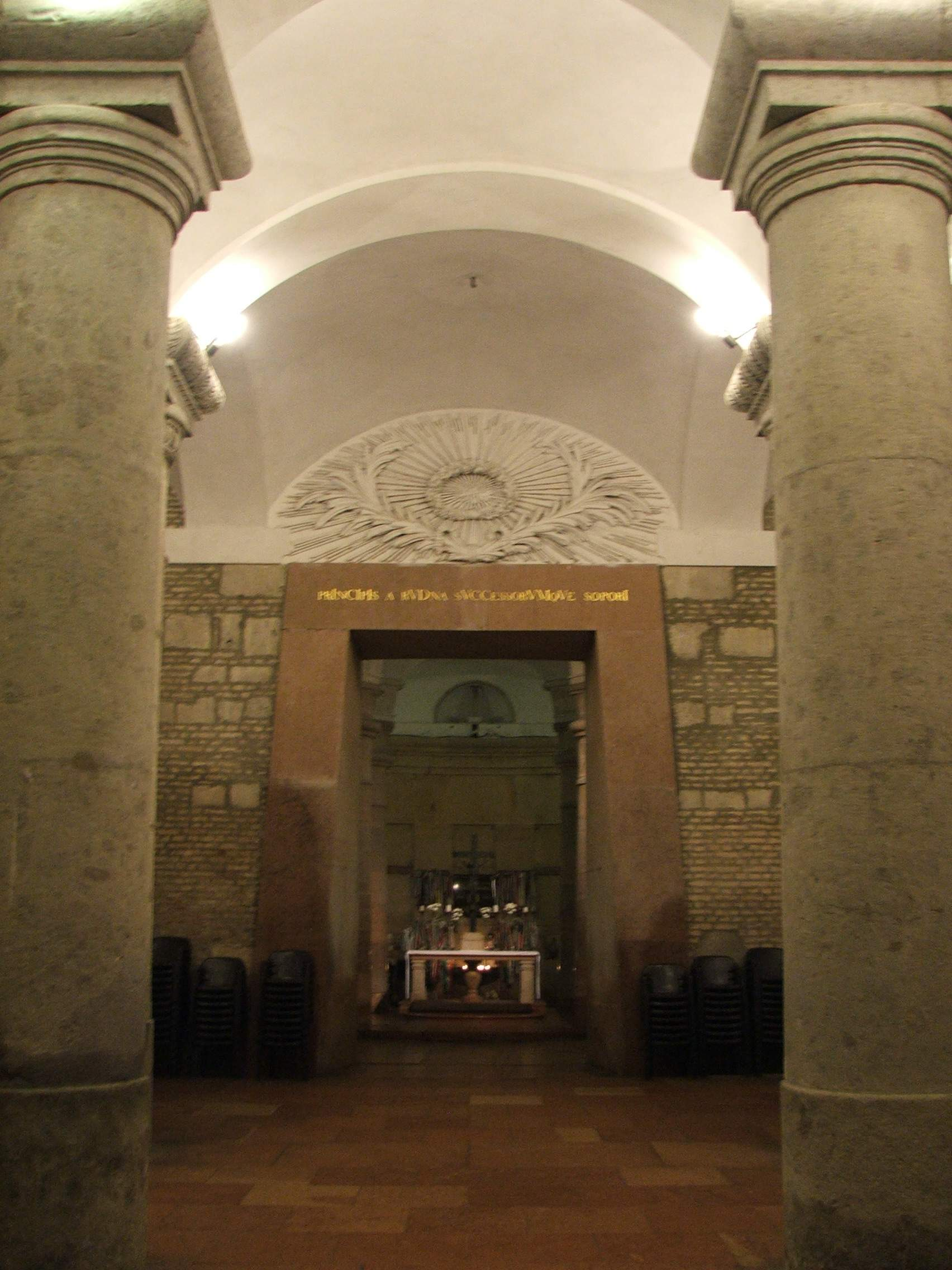
Крипта

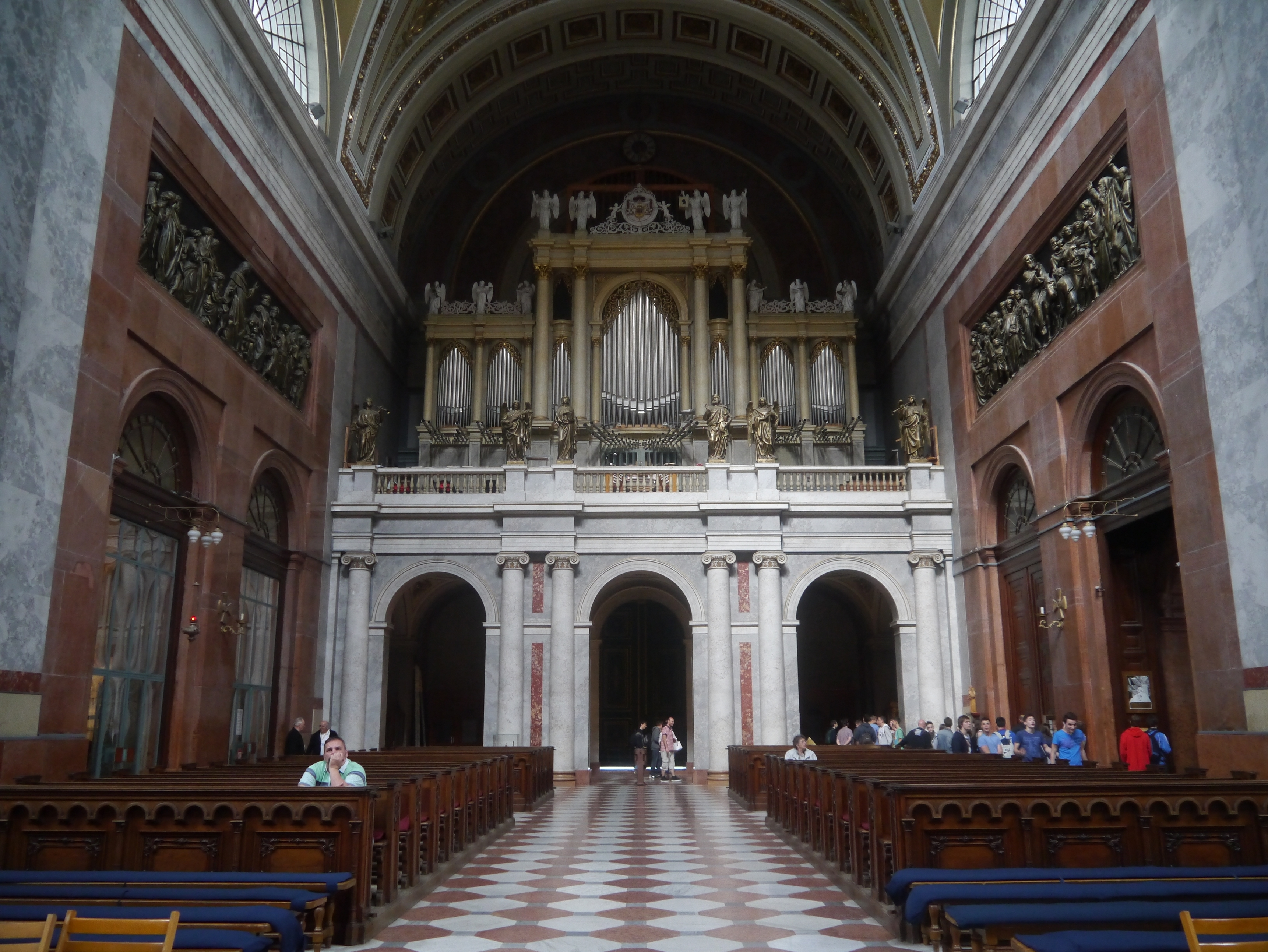
Орган

Под собором находится обширная крипта, выполненная в древнеегипетском стиле. Крипта служит местом упокоения для эстергомских примасов-архиепископов, начиная с Амбруша Кароя (умер в 1809 году). Также в крипте похоронено большинство епископов-коадъюторов эстергомской епархии и члены кафедрального капитула базилики.
Среди захоронений крипты особо почитается могила кардинала Йожефа Миндсенти, деятеля Венгерской революции 1956 года, который после подавления восстания жил сначала в американском посольстве в Будапеште, а затем в Вене, где и скончался в 1975 году. 4 мая 1991 года останки кардинала Миндсенти были торжественно перезахоронены в крипте эстергомской базилики.

### Сокровищница
В сокровищнице собора представлено богатейшее собрание церковных ценностей страны . Экспозиция насчитывает более 400 шедевров ювелирного искусства, собранных эстергомскими епископами за несколько столетий. Наиболее ценные экспонаты — коронационный крест Арпадов, по преданию подаренный Иштвану Святому папой Сильвестром II, золотое распятие короля Матьяша Корвина, украшенное жемчугом и драгоценными камнями, обработанный кусок горного хрусталя времён Каролингов и чаша для евхаристии 1440 года.

### Орган
Орган базилики смонтирован в 1856 году, на время строительства он был самым большим в Венгрии и насчитывал 3530 труб, 49 регистров и 3 мануала. Орган претерпел целый ряд реконструкций, последняя по времени из которых началась в 80-х годах XX века и до сих пор полностью не завершена. В настоящее время инструмент насчитывает 85 регистров и 5 мануалов, планируется к завершению реконструкции увеличить число регистров до 146, что сделает его третьим по величине органом Европы. Размер труб инструмента колеблется от 10 метров до 7 миллиметров.
В 1856 году на освящении базилики Ференц Лист исполнял на соборном органе Гранскую мессу (Гран — немецкое название Эстергома), написанную им по случаю окончания строительства собора.

## История

### Предшествующие соборы
Первая церковь на месте современной базилики была возведена Иштваном Святым в период между 1001 и 1010 годом, вскоре после его коронации в Эстергоме как первого христианского короля Венгрии. Храм был освящён в честь святого Адальберта Пражского, который посещал Венгрию и погиб в 997 году во время миссии в Пруссии. Церковь святого Адальберта стала первой христианской церковью Венгрии.

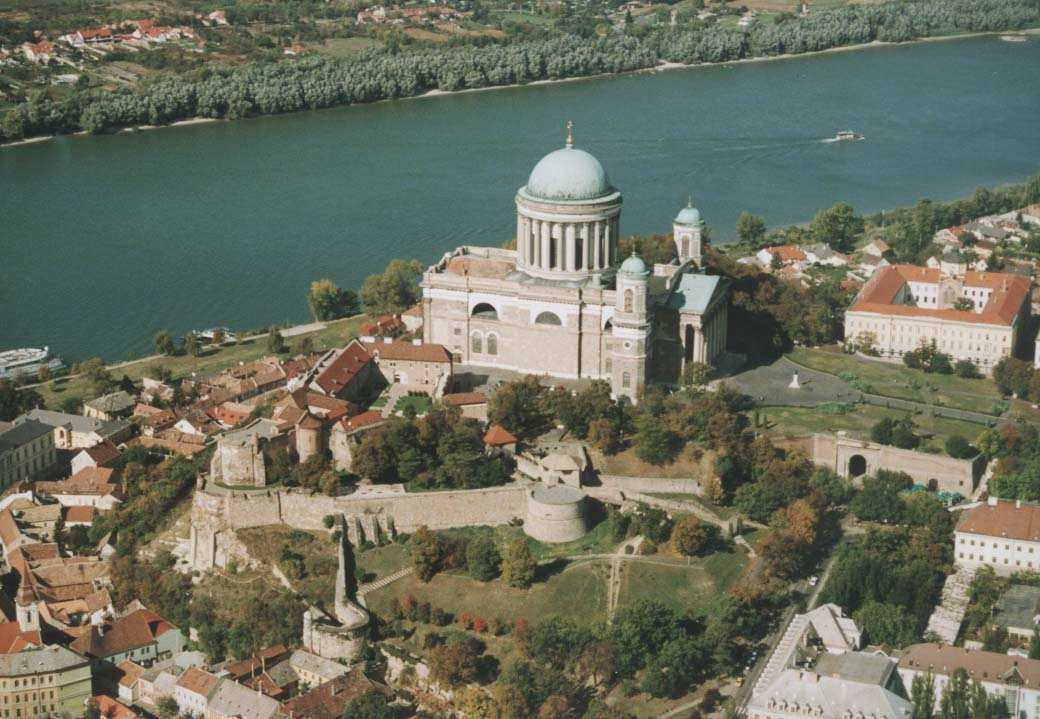
Вид с воздуха

На протяжении последующих двух столетий церковь несколько раз серьёзно пострадала. В конце XI века она почти полностью сгорела. Не успели закончиться восстановительные работы, как церковь была вновь разорена монгольским нашествием, что вызвало необходимость нового восстановления. В 1270 году в храме был похоронен король Бела IV. Разорение Эстергома, предпринятое в 1304 году Вацлавом III, претендентом на венгерскую корону, окончательно уничтожило первый эстергомский собор.
В XIV веке было выстроено новое здание собора святого Адальберта. Архиепископы XIV и XV столетий усердно трудились над украшением собора, при храме была организована обширная библиотека. В 1543 году во время турецкого нашествия Эстергом был захвачен, а собор почти полностью разрушен. Эстергомские архиепископы вынуждены были перенести свою резиденцию в Трнаву (совр. Словакия).

### Строительство

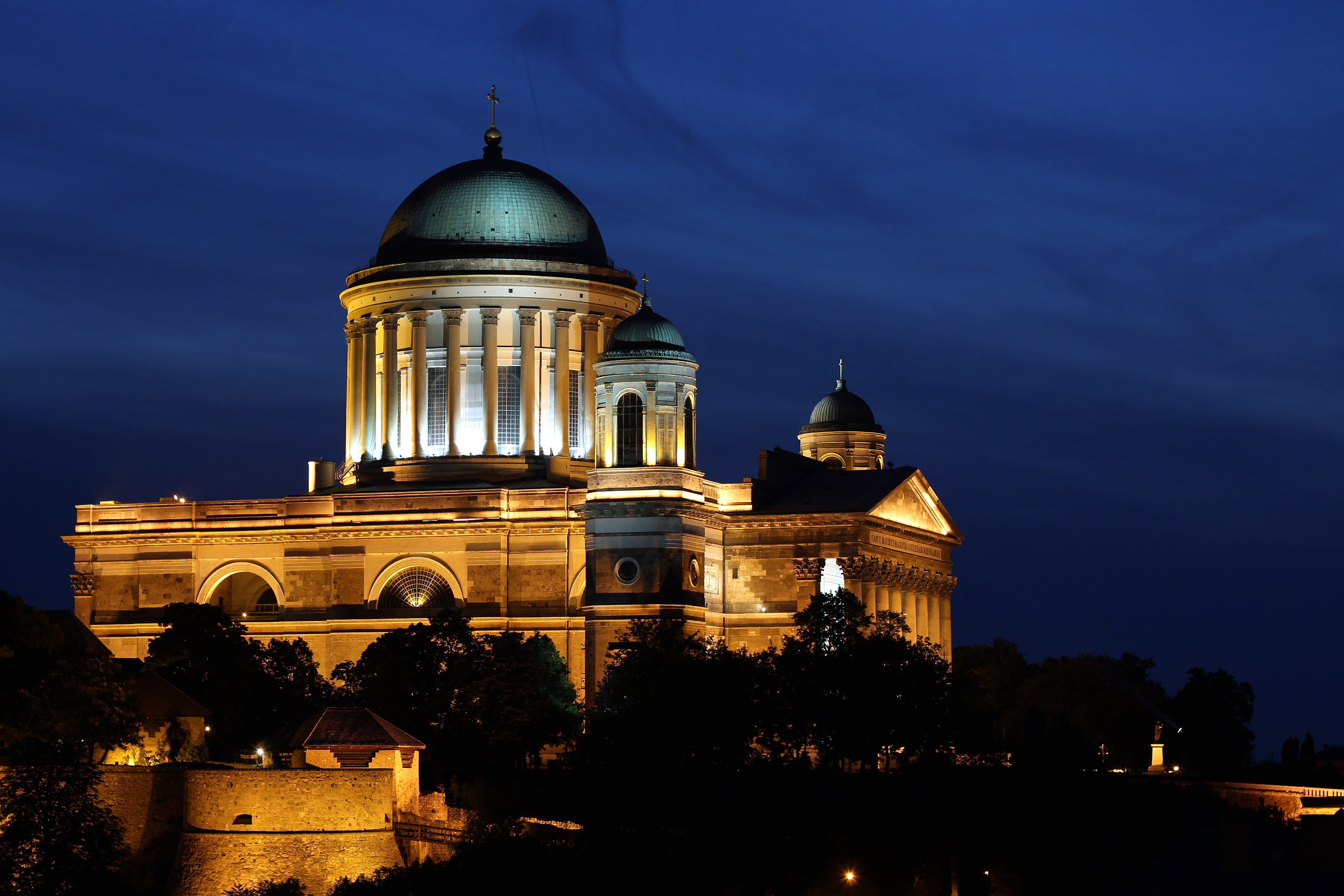
Вид зимней ночью

Эстергомское архиепископство было восстановлено только в 1820 году. Архиепископ Шандор Руднаи решил построить на месте двух предыдущих соборов грандиозную базилику, которая должна была вернуть Эстергому статус религиозной столицы Венгрии.
Первоначальный проект базилики создал архитектор Пал Кюнель, а строительные работы возглавил Янош Пакх. Первый камень будущего главного собора страны был заложен в 1822 году, связующим звеном с предыдущими соборами стала капелла Бакоца, аккуратно собранная в новом здании в 20 метрах в стороне от её первоначального местоположения. В 1838 году Янош Пакх был убит. Строительство базилики возглавил архитектор Йожеф Хильд, который внёс в первоначальный проект ряд изменений.
В 1848—1849 годах строительство прерывалось из-за революции. После подавления восстания возведение собора продолжилось.
В 1856 году строительство было закончено, освящение собора состоялось 31 августа. Собор был освящён в честь Вознесения Девы Марии и с тех пор носит двойное имя: Вознесения Пресвятой Девы Марии и святого Адальберта. Отделочные работы продолжались ещё 12 лет и были полностью завершены в 1869 году.